# アンドリュー・ジャクソン (視覚効果)
アンドリュー・ジャクソン（Andrew Jackson）は、オーストラリアの視覚効果スーパーバイザーである。主な参加作品に『300 〈スリーハンドレッド〉』（2006年）、『ノウイング』（2009年）、『マッドマックス 怒りのデス・ロード』（2015年）、『ダンケルク』（2017年）、『キング』（2019年）、『TENET テネット』（2020年）がある。
イギリスの美術学校に通ってモデルメーカーとして働いた後、オーストラリアのシドニーに移住して自身のエフェクト会社を立ち上げた。
アカデミー賞視覚効果賞には2度ノミネートされ、『TENET テネット』で受賞を果たした。

## 主なフィルモグラフィ
- 300 〈スリーハンドレッド〉 300 (2006)
- ノウイング Knowing (2009)
- ハッピー フィート2 踊るペンギンレスキュー隊 Happy Feet Two (2011)
- マッドマックス 怒りのデス・ロード Mad Max: Fury Road (2015)
- ダンケルク Dunkirk (2017)
- キング The King (2019)
- TENET テネット Tenet (2020)

## 受賞とノミネート
| 賞               | 年   | 部門           | 作品名                            | 結果       |
| ---------------- | ---- | -------------- | --------------------------------- | ---------- |
| アカデミー賞     | 2015 | 視覚効果賞     | マッドマックス 怒りのデス・ロード | ノミネート |
| アカデミー賞     | 2020 | 視覚効果賞     | TENET テネット                    | 受賞       |
| 英国アカデミー賞 | 2015 | 特殊視覚効果賞 | マッドマックス 怒りのデス・ロード | ノミネート |
| 英国アカデミー賞 | 2017 | 特殊視覚効果賞 | ダンケルク                        | ノミネート |
| 英国アカデミー賞 | 2020 | 特殊視覚効果賞 | TENET テネット                    | 受賞       |